# Puszcza Napiwodzko-Ramucka
Puszcza Napiwodzko-Ramucka este o arie protejată (arie de protecție specială avifaunistică — SPA) din Polonia întinsă pe o suprafață de 116.604,69 ha, integral pe uscat.

## Localizare
Centrul sitului Puszcza Napiwodzko-Ramucka este situat la coordonatele 53°31′28″N 20°39′14″E / 53.5244°N 20.654°E.

## Înființare
Situl Puszcza Napiwodzko-Ramucka a fost declarat arie de protecție specială avifaunistică în noiembrie 2004 pentru a proteja 46 de specii de animale.

## Biodiversitate
Situată în ecoregiunea continentală, aria protejată nu include niciun habitat protejat.
La baza desemnării sitului se află mai multe specii protejate de  păsări (46): lăcar mare (Acrocephalus arundinaceus), pitulice de apă (Acrocephalus paludicola), minunița (Aegolius funereus), pescăruș albastru (Alcedo atthis), rață pestriță (Anas strepera), fâsă-de-câmp (Anthus campestris), acvilă țipătoare mică (Aquila pomarina), buhai de baltă (Botaurus stellaris), buha (Bubo bubo), Bucephala clangula, caprimulg (Caprimulgus europaeus), chirighiță neagră (Chlidonias niger), barză albă (Ciconia ciconia), barză neagră (Ciconia nigra), erete de stuf (Circus aeruginosus), erete vânăt (Circus cyaneus), erete cenușiu (Circus pygargus), porumbel de scorbură (Columba oenas), dumbrăveancă (Coracias garrulus), cristeiul de câmp (Crex crex), lebădă de iarnă (Cygnus cygnus), ciocănitoare cu spate alb (Dendrocopos leucotos), ciocănitoarea de stejar (Dendrocopos medius), ciocănitoare neagră (Dryocopus martius), presură de grădină (Emberiza hortulana), muscar-gulerat (Ficedula albicollis), muscar (Ficedula parva), becațină comună (Gallinago gallinago), cocor (Grus grus), codalb (Haliaeetus albicilla), stârc pitic (Ixobrychus minutus), sfrâncioc roșiatic (Lanius collurio), grelușel-de-zăvoi (Locustella luscinioides), ciocârlie de pădure (Lullula arborea), ferestrașul mare (Mergus merganser), gaia neagră (Milvus migrans), gaia roșie (Milvus milvus), vultur pescar (Pandion haliaetus), viespar (Pernis apivorus), corcodel mare (Podiceps cristatus), cresteț cenușiu (Porzana parva), cresteț pestriț (Porzana porzana), chiră de baltă (Sterna hirundo), silvie porumbacă (Sylvia nisoria), cocoșul de mesteacăn (Tetrao tetrix tetrix), fluierarul de zăvoi (Tringa ochropus).